# Ja cię, bracie!
Ja cię, bracie! (ang. Brotherhood, od 2015) – brytyjski serial komediowy wyprodukowany przez wytwórnię Big Talk Productions.
Premiera serialu odbyła się w Wielkiej Brytanii 2 czerwca 2015 na brytyjskim Comedy Central. W Polsce serial zadebiutował 13 września 2015 na antenie Comedy Central Polska.

## Opis fabuły
Serial opisuje historię trzech braci – 25-letniego Dana (Ben Ashenden) i 23-letniego Toby'ego (Johnny Flynn), którzy po śmierci mamy zostają rodzicami zastępczymi swojego młodszego czternastoletniego brata Jamiego (Scott Folan). Dwójka bohaterów codziennie razem przeżywają niesamowite i zabawne przygody.

## Obsada
- Ben Ashenden jako Dan
- Johnny Flynn jako Toby
- Scott Folan jako Jamie
- Gemma Chan jako pani Pemberton, nauczycielka Jamiego
- Ellie Taylor jako Poppy
- Sarah Hadland jako ciocia Debbie
- Dillon Cox jako Christopher

## Spis odcinków
| Światowa premiera | Polska premiera | N/o | Angielski tytuł |
| ----------------- | --------------- | --- | --------------- |
|                   |                 |     |                 |
| SERIA PIERWSZA    |                 |     |                 |
|                   |                 |     |                 |
| 02.06.2015        |                 | 01  | School          |
|                   |                 |     |                 |
| 09.06.2015        | 13.09.2015      | 02  | Poppy           |
|                   |                 |     |                 |
| 16.06.2015        | 13.09.2015      | 03  | Language        |
|                   |                 |     |                 |
| 23.06.2015        | 20.09.2015      | 04  | Birthday        |
|                   |                 |     |                 |
| 30.06.2015        | 27.09.2015      | 05  | Mating          |
|                   |                 |     |                 |
| 07.07.2015        | 04.10.2015      | 06  | Pregnant        |
|                   |                 |     |                 |
| 14.07.2015        | 11.10.2015      | 07  | Work            |
|                   |                 |     |                 |
| 21.07.2015        | 18.10.2015      | 08  | Dad             |
|                   |                 |     |                 |